# Кларджи
Кларджи (груз. კლარჯები) — месхская этнографическая группа грузин. Проживают на территории исторической области Кларджети и в Анатолии. После покорения Самцхе-Саатабаго османами началось отуречивание местных грузинских племен. В 80-х годы 19-го века значительная часть грузинского (кларджского) населения была выселена из исторической Кларджетии в центральные районы Турции.
Говорят на кларджском диалекте грузинского языка.